# Ptesimogastroides vanderenti
Ptesimogastroides vanderenti är en stekelart som först beskrevs av Marsh 2002.  Ptesimogastroides vanderenti ingår i släktet Ptesimogastroides och familjen bracksteklar. Inga underarter finns listade i Catalogue of Life.